# Fenômeno do pão com manteiga

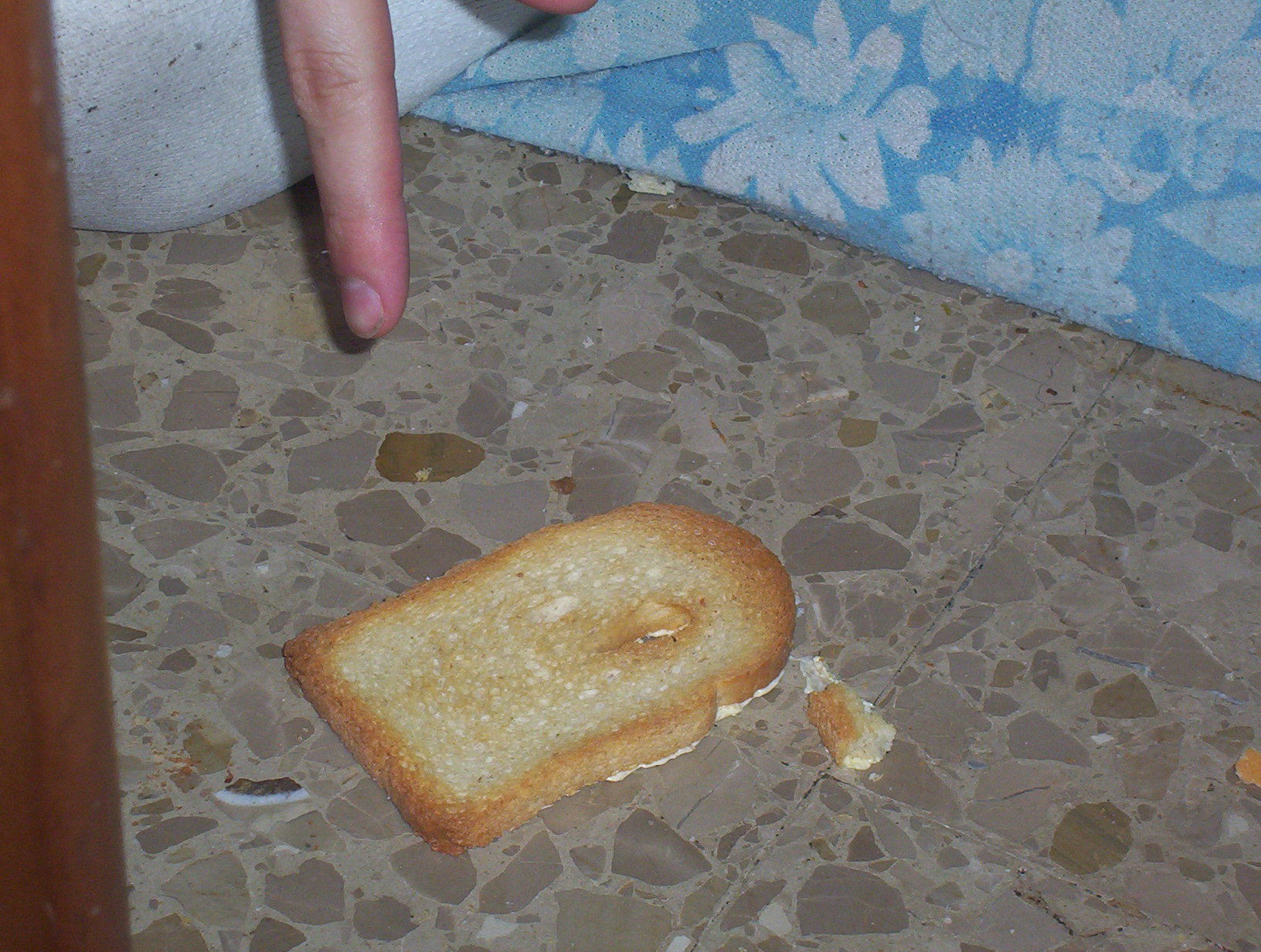
Antes considerado apenas uma crença pessimista, os estudos sobre esse fenômeno produziram vários resultados. Robert Matthews ganhou o Prêmio Ig Nobel de Física em 1996 por seu trabalho neste tópico.

O fenômeno da torrada com manteiga é uma observação de que a torrada com manteiga (ou pão com manteiga) tende a cair sempre com o lado da manteiga para baixo. É usado como um termo de perspectivas pessimistas. Várias pessoas tentaram determinar se há uma tendência real para o pão cair dessa maneira, com resultados de variados tipos.

## Origens
O fenômeno é dito por ser um antigo provérbio do "país do norte (desconhecido). Os relatos escritos remontam a meados do século XIX, sendo frequentemente atribuído a um poema paródico de James Payn de 1884:
Eu nunca tive um pedaço de torrada,
Particularmente largo e comprido,
Que não caiu no chão,
E não caiu com o lado com manteiga para baixo!
No passado, isso costumava ser considerado apenas uma crença pessimista. Um estudo de 1991 da série de televisão QED da BBC descobriu que quando a torrada é jogada para o ar, ela cai com o lado da manteiga para baixo apenas na metade das vezes (como seria previsto ao acaso). No entanto, vários estudos científicos descobriram que, quando a torrada é jogada da mesa (em vez de ser jogada para o ar), ela cai com mais frequência com o lado da manteiga para baixo. Um estudo sobre este assunto por Robert Matthews ganhou o Prêmio Ig Nobel de física em 1996.

## Explicação
Quando a torrada cai da mão, ela cai em um ângulo, por natureza ter escorregado de sua posição anterior, então a torrada gira. Dado que as mesas têm geralmente entre dois e seis pés (0,7 a 1,83 metros), há tempo suficiente para a torrada girar cerca de metade de uma volta e, assim, cair de cabeça para baixo em relação à sua posição original. Como a posição original é geralmente com o lado da manteiga para cima, a torrada pousa com o lado da manteiga para baixo. No entanto, se a mesa tiver mais de 3 metros de altura, a torrada girará 360 graus completos e pousará com a manteiga para cima. Além disso, se a torrada viajar horizontalmente a mais de 3,6 milhas por hora (1,6   m / s), a torrada não girará o suficiente para pousar com o lado da manteiga para baixo. Na verdade, o fenômeno é causado por constantes físicas fundamentais.

## Outros motivos
O peso adicionado da manteiga não afeta o processo de queda, uma vez que a manteiga se espalha por toda a fatia. Uma torrada tem inércia ao virar em direção ao chão, impedindo que seu giro pare facilmente; geralmente só é interrompido ao bater no chão. Esse momento de inércia é determinado pela velocidade com que a torrada está girando, combinada com o tamanho e a massa da torrada. Como a maioria das torradas é relativamente uniforme, elas costumam pousar de maneira semelhante.